# Дайрашев, Темирхан
Темирхан Дайрашев (1913 год, Туркестанский край, Российская империя — дата и место смерти не известны) — директор I Джетысайской МТС Южно-Казахстанской области, Герой Социалистического Труда (1957). Депутат Верховного Совета Казахской ССР 

## Биография
Родился в 1913 году. С 1931 года работал рядовым колхозником. В 1932 году, окончив курсы механизаторов, стал работать трактористом в Шаульдерской МТС Южно-Казахстанской области. С 1934 года работал старшим механиком в различных МТС Южно-Казахстанской области. В 1950 году был назначен директором I Джетысайском МТС Южно-Казахстанской области. С 1960 года работал управляющим Джетысайским районным объединением «Узсельхозтехника».
Благодаря де6ятельности Темирхана Дайрашева колхозы, обслуживаемые I Джетысайской МТС, собрали в 1956 году по 36,5 центнеров хлопка-сырца с каждого гектара. За свои достижения в трудовой деятельности был удостоен в 1957 году звания Героя Социалистического Труда.
Участвовал во Всесоюзной выставке ВДНХ. В 1955—1959 года избирался депутатом Верховного Совета Казахской ССР.

## Награды
- Герой Социалистического Труда — указом Президиума Верховного Совета СССР от 8 июня 1957 года;
- Орден Ленина (1957).